# إيفيت هوكينز
إيفيت هوكينز (بالإنجليزية: Yvette Hawkins)‏ هي ممثلة أمريكية، ولدت في 28 سبتمبر 1940 في نيويورك في الولايات المتحدة، وتوفي بنفس المكان في 10 أبريل 1995 بسبب سرطان الرئة.

## وصلات خارجية
- إيفيت هوكينز على موقع IMDb (الإنجليزية)
- إيفيت هوكينز على موقع قاعدة بيانات الفيلم (الإنجليزية)